# Étau limeur
L'étau limeur ou étau-limeur, est une machine-outil employée pour l'usinage et la génération de surfaces planes sur des pièces métalliques. L'outil non tournant est fixé sur un coulisseau entraîné en allers-retours par un système bielle manivelle. La pièce à usiner est déplacée automatiquement après chaque course pour l'usinage suivant ce qui donne un état de surface composé de lignes droites parallèles. Des machines appelées « raboteuses » produisent le même genre d'état de surface mais c'est la table de la machine qui se déplace pour l'usinage.

## Origine
L'idée de la raboteuse est apparue en France dans les années 1750. Les premières machines-outils à vapeur utilisant ce principe ont été conçues en Grande Bretagne dans les années 1810. En 1836[réf. nécessaire], James Nasmyth invente la limeuse et Pierre Decoster l'a améliorée et créa l'étau limeur en 1846.

## Fonctionnement
L’étau limeur est une machine à raboter mais travaillant à l’inverse d’une raboteuse, dans le sens que la pièce reste immobile pendant la passe alors que l’outil effectue le mouvement de coupe rectiligne.
L’architecture d’un étau limeur est constituée de :
- le bâti en fonte contenant les organes mécaniques :
  - moteur électrique, hydraulique ou pneumatique
  - boîte de vitesses,
  - système bielle-manivelle,
  - mécanisme d’avance de la table porte-pièce.
- le coulisseau qui se déplace horizontalement sur le dessus du bâti et qui porte le chariot porte-outil,
- la table porte pièce qui coulisse sur une glissière horizontale, qui elle-même coulisse sur une autre glissière verticale. Cette table, selon les modèles, peut pivoter selon un axe parallèle à la trajectoire du coulisseau et être soutenue en bout par bretelle (ou béquille).
- un socle fixé au sol et supportant l’ensemble.

## Cinématique

Cinématique d’un étau limeur

### Mouvement de coupe
- Le coulisseau est entraîné en translation dans un mouvement alternatif par une bielle commandée par un plateau manivelle portant une couronne dentée entraînée par la boîte de vitesses.
- Le plateau manivelle comporte un tourillon à patin qui décrit un cercle de rayon variant selon le réglage qui détermine la course de l’outil (longueur d’usinage). Cette course peut être positionnée par rapport à la pièce par l’intermédiaire d’un dispositif de blocage au-dessus du coulisseau.
- Les deux mouvements alternatifs du coulisseau ont des vitesses linéaires variables dues au système bielle-manivelle et à vitesse de rotation constante :
  - mouvement de coupe (aller) : l’arc de cercle décrit par le tourillon est maximal
  - mouvement retour : l’arc de cercle est mini donc, à vitesse de rotation constante, le mouvement du coulisseau est plus rapide.

### Mouvements d’avance
La table porte-pièce reçoit un mouvement d’avance à chaque passe par un système vis-écrou, pendant le retour du coulisseau. Un pignon tournant à la même vitesse que le plateau-manivelle, engrène avec un autre plateau muni d’un tourillon réglable qui, à son tour, commande une bielle et un carter oscillant. Ce carter contient un système de cliquet et roue dentée (rochet) centrée sur la vis de commande de la table.
Pendant le mouvement aller, le cliquet de par sa forme biseautée, passe sur les dents du rochet et pendant le retour, le cliquet engrène une dent du rochet, qui solidaire de la vis de commande, provoque l’avance transversale de la pièce. Le cliquet peut être réversible en le faisant tourner d'un demi tour de manière que l'avance de la table se fasse dans le sens inverse.

## Illustrations

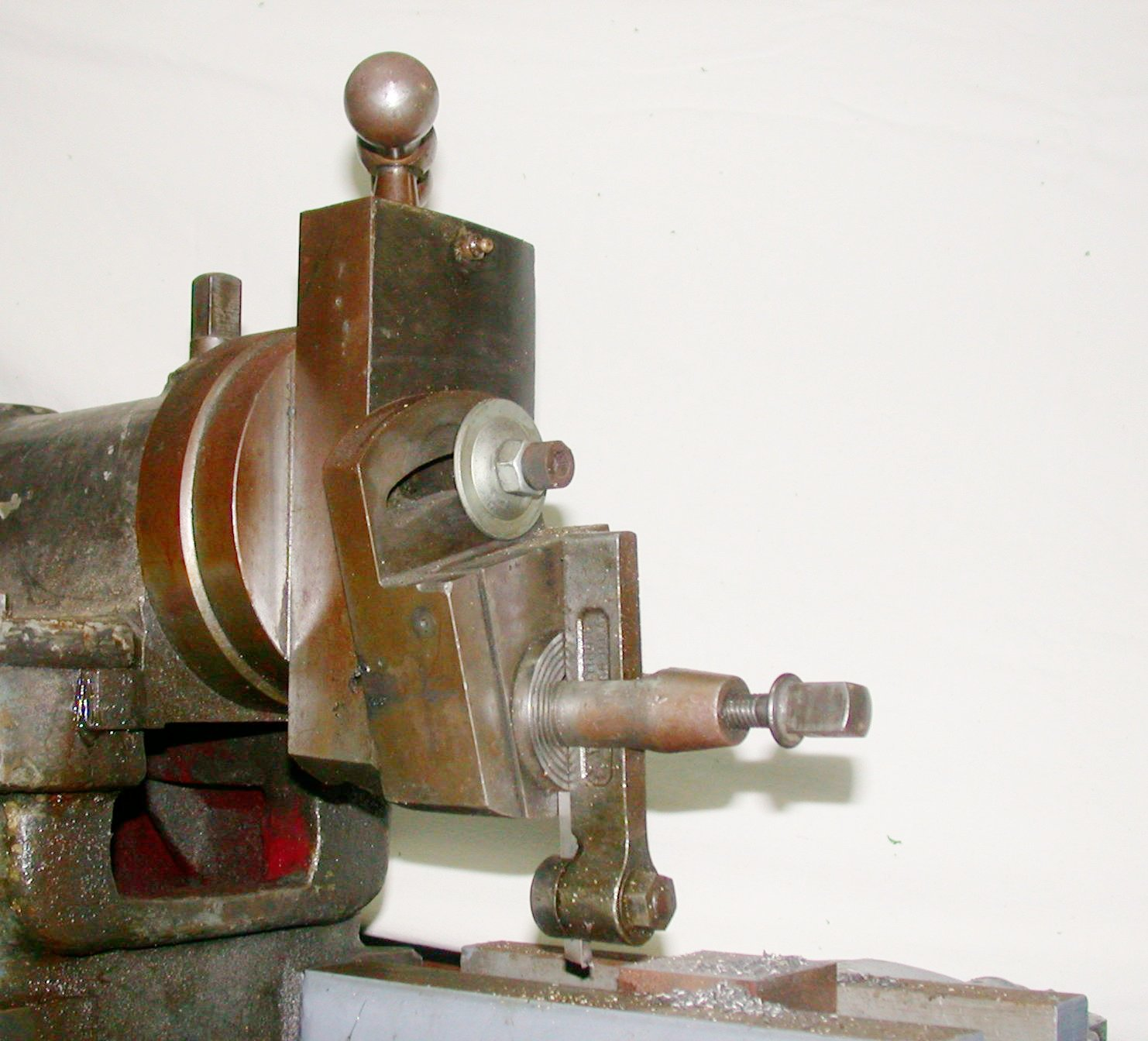
Étau limeur-chariot porte-outil
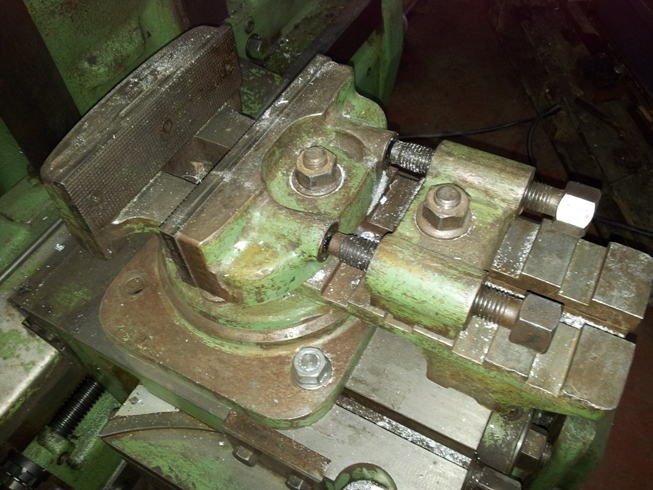
Étau d'étau limeur
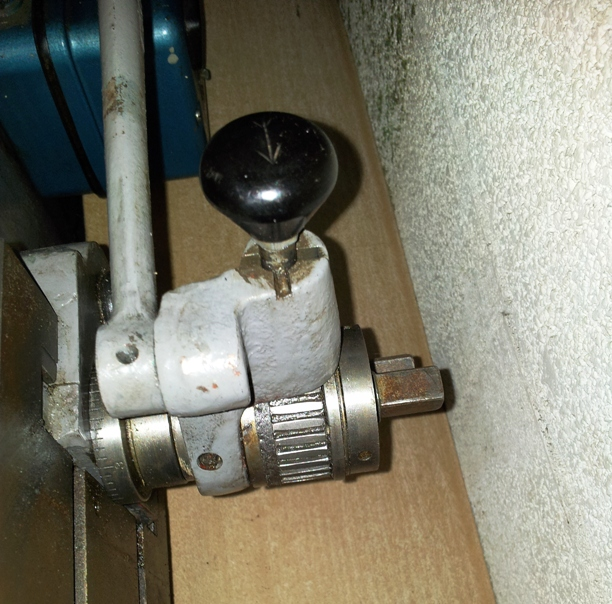
Cliquet réversible d'avance de table d'un Elliott 10M
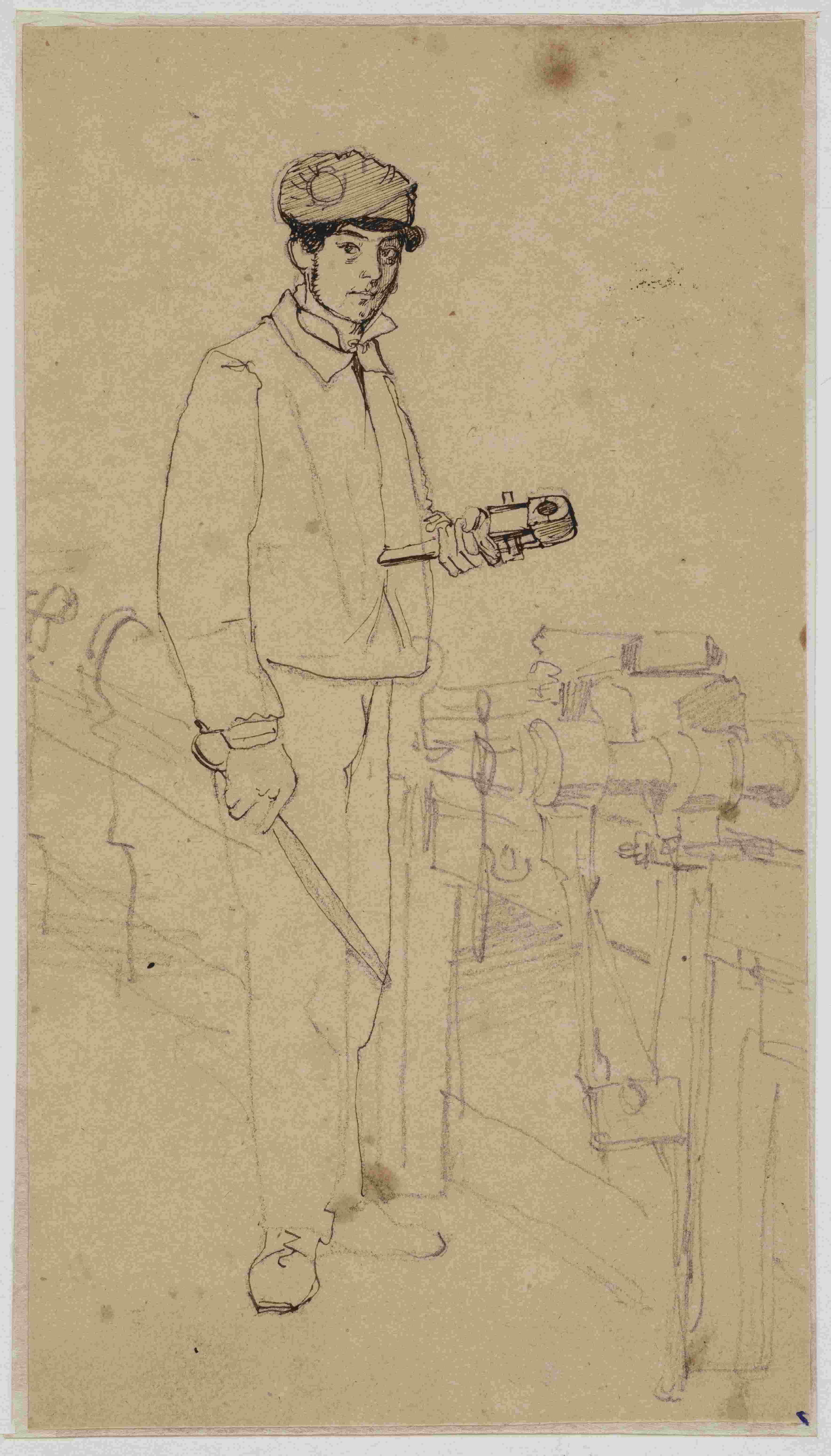
Ouvrier travaillant à l'étau-limeur dans la forge d'Abainville en 1837, selon Ignace-François Bonhommé

### La pièce
La pièce peut être maintenue dans un étau ou bridée sur le dessus ou le côté de la table. Cette table, sur certaines machines, peut être inclinable selon deux axes et peut être muni d'un plateau sinus (on parle alors de table universelle). Cette table peut également posséder une avance automatique sur l'axe vertical.
L'étau utilisé pour maintenir la pièce peut être similaire à un étau de fraisage mais on peut également utiliser un étau du type de celui présenté dans la section Illustrations. Il permet plus facilement l'ablocage de pièces dont les faces opposées ne sont pas rigoureusement parallèles. Ce type d'étau supporte mieux l'effort de coupe alternatif d'un étau limeur.

### L’outil
- Un chariot porte-outil, monté en bout du coulisseau, orientable selon l’axe vertical et commandé par une vis et manivelle, permet de positionner l’outil par rapport à la pièce. Un vernier contrôle la profondeur de passe.
- Le chariot porte-outil peut être commandé manuellement lors d’un usinage oblique.
- Pour permettre d’éviter les chocs et frottements « outil-pièce » pendant le trajet retour (fragilité des outils en carbure métallique ou usure de l’arête d’attaque), les machines sont munies d’un dispositif de relevage qui est soit mécanique (friction ou biellette) soit obtenu par une cale articulée. Ce dispositif de dégagement d’outil est d’autant plus utile que c’est pendant la phase de retour que la table, donc la pièce, subit son mouvement d’avance.
- Dans certains cas l'usinage se fait au retour et il est parfois nécessaire d'empêcher le relevage de l'outil.

### Protection
Le fonctionnement est dangereux : l'amplitude des mouvements rend la protection difficile de par les mouvements rapides du coulisseau et la projection des copeaux à grande vitesse.

## Utilisation
- L’étau limeur est utilisé pour des pièces demandant un usinage simple : surfaçage, décroutage et même rainurage mais aussi pour des travaux plus complexes ayant des formes courbes (certains étaux limeurs sont munis de copieur). Par l'emploi d'outils simples identiques à ceux utilisés sur les tours à métaux, c'est une machine outil qui a un coût d'utilisation faible.
- Comme pour la table des raboteuses, l’étau limeur a vu évoluer le mouvement du coulisseau et de la table par des commandes hydrauliques.
- Le principe même du fonctionnement d'un étau limeur ne permet pas des cadences de production très importante par rapport à une fraiseuse.
- L'étau limeur était réputé être plus précis que la fraiseuse car il supprimait les erreurs dues à un mauvais alignement de la broche portant la fraise.

### Principaux Fabricants (passés et actuels)
- Allemand : Emrich, Gack, Gastl, Klopp, Wotan
- Américains : Atlas, Cincinnati, Delta, Hendey, Sheldon, South Bend
- Anglais : Ajax, Alba, Boxford, Elliott, Invicta, Ormerod
- Espagne : CMZ
- Français : Bouhey, GSP, Vernier, Chomienne
- Hongrie : Strigon
- Italien : Excelsior, Gernetti